# 下沙駅 (上海市)
下沙駅（かさ-えき）は、中華人民共和国上海市浦東新区滬南公路と鶴立西路・鶴立東路の交差点に位置する上海軌道交通18号線の駅。

## 歴史
- 2020年12月26日：開業[1]。

## 駅構造
島式ホーム1面2線を有する地下駅。

### のりば
| 番線 | 路線     | 行先         |
| ---- | -------- | ------------ |
| 1    | ■ 18号線 | 航頭方面     |
| 2    | ■ 18号線 | 長江南路方面 |

（出典：上海地下鉄:站层图）

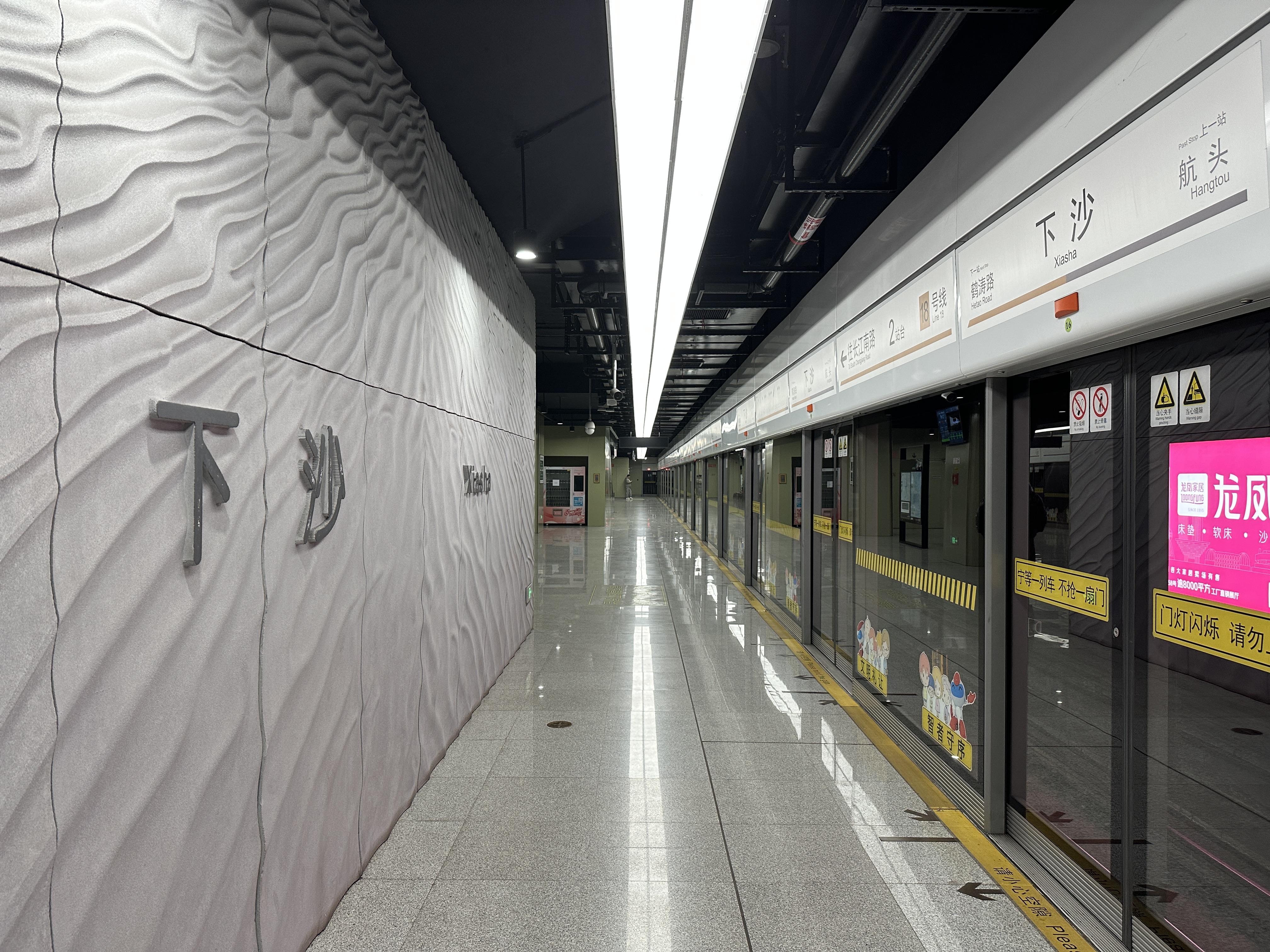
ホーム
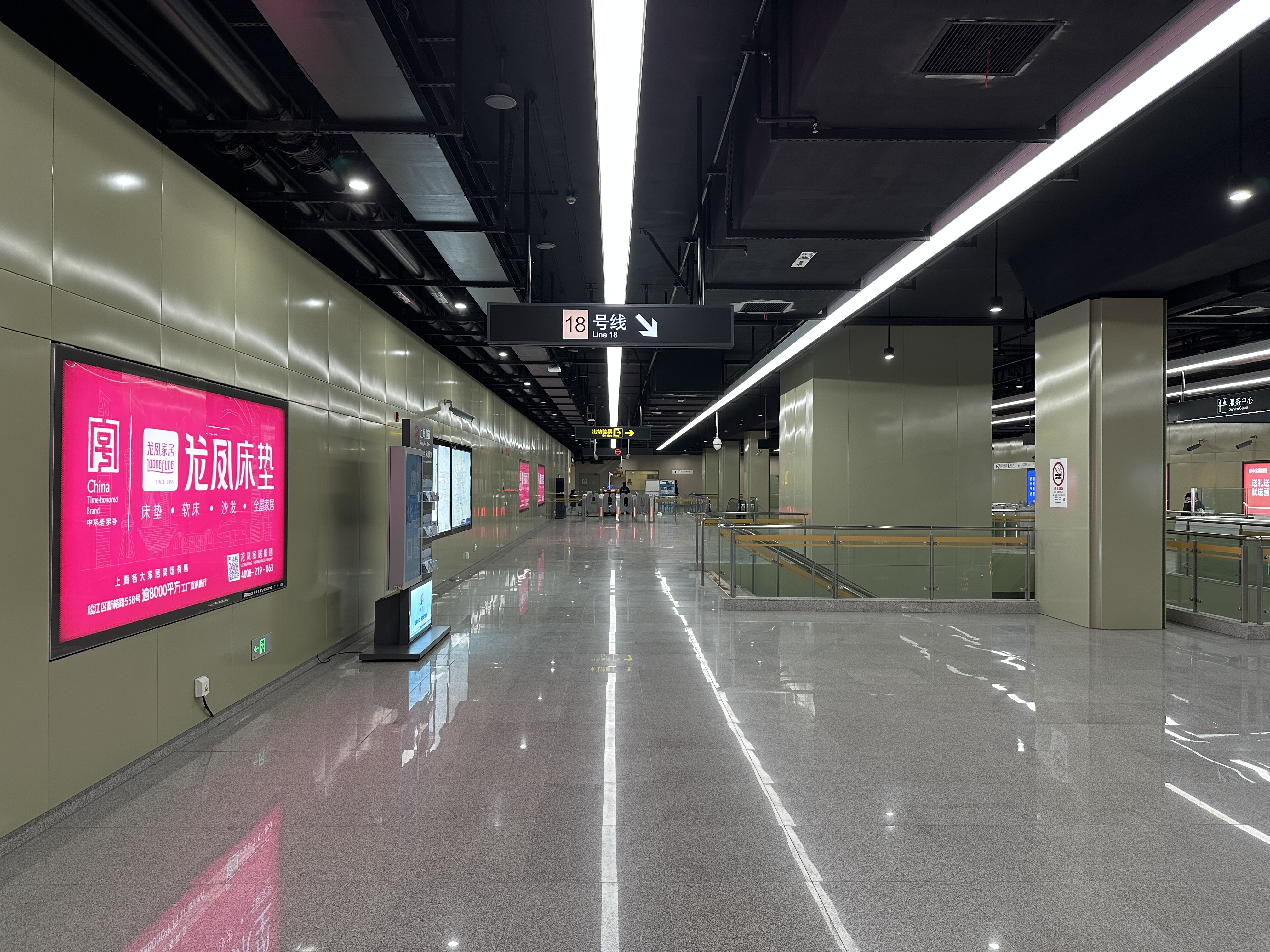
コンコース

## 駅周辺
- 恒八公寓
- 沙北新村
- 下沙村

## 隣の駅
上海軌道交通
■ 18号線
航頭駅 - 下沙駅 - 鶴濤路駅